# Port lotniczy Valdivia-Pichoy
Port lotniczy Valdivia-Pichoy (IATA: ZAL, ICAO: SCVD) – port lotniczy położony 32 km na północny wschód od Valdivia, w regionie Los Ríos, w Chile.